# Maschinenfabrik Esslingen
Maschinenfabrik Esslingen AG (с нем. — «Машиностроительный завод Эслинген», сокращённо — ME AG) или Eßlingen AG — немецкая машиностроительная компания, располагавшаяся в Эслингене близ Штутгарта (Баден-Вюртемберг). В русской литературе часто называется как заво́д Ке́сслера в Э́сслингене или просто заво́д Ке́сслер.
Основанный Эмилем Кесслером в 1846 году, завод выпускал рельсовый подвижной состав (локомотивы, вагоны, МВПС, включая трамваи), фуникулёры, аэродромные тягачи, а также различные стальные конструкции и инженерное оборудование; значительная часть продукции экспортировалась в другие страны (включая Российскую империю и СССР)
В 1965 году значительная часть акций была выкуплена корпорацией Daimler-Benz, а спустя три года производственные линии были отданы компании Still GmbH.

## История

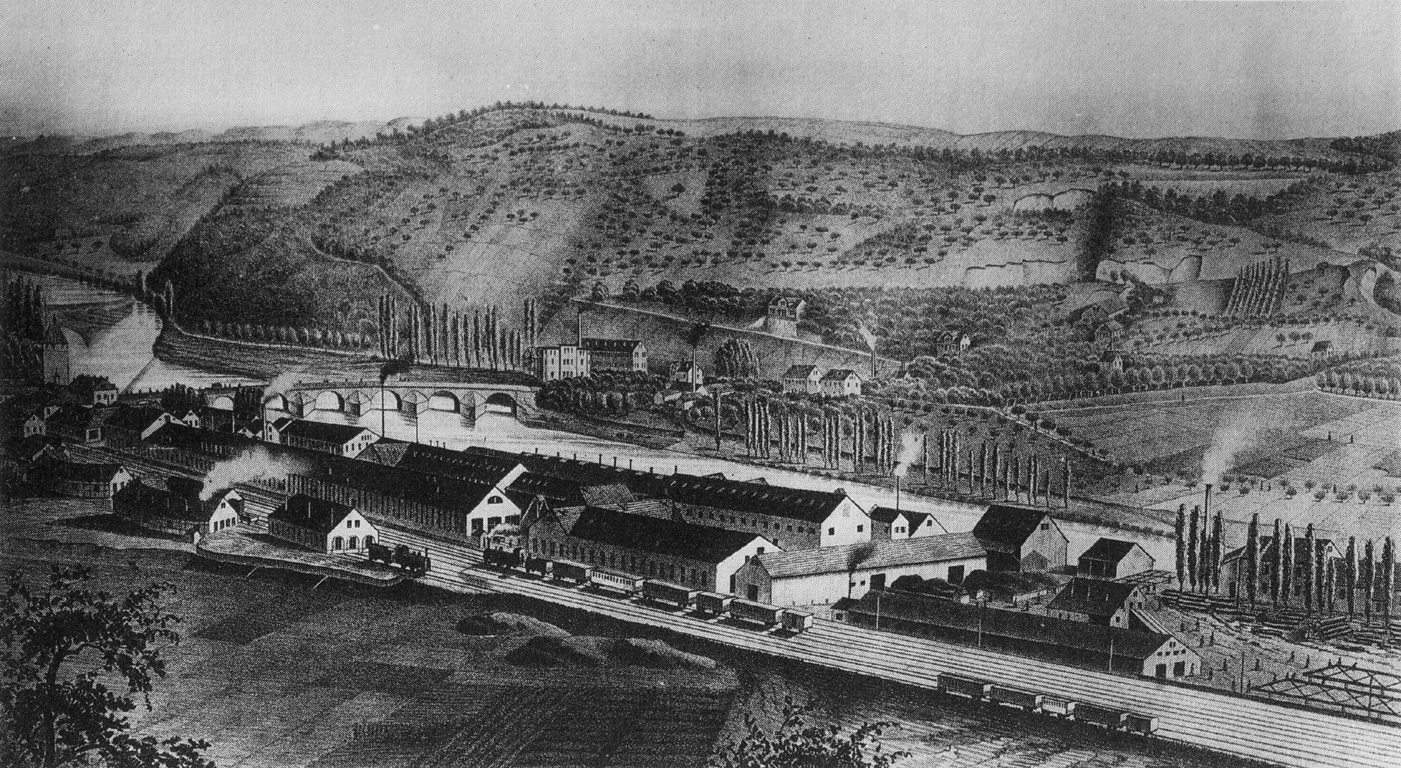
Завод на берегу реки Неккар. XIX век

В 1843 году в королевстве Вюртемберг началось активное строительство государственных железных дорог, преимущественно от Штутгарта вдоль реки Неккар. Поначалу на них использовался подвижной состав английского производства, но власти осознавали, что необходимо как можно скорее наладить собственное производство. В конкурсе на создание нового предприятия победил инженер Эмиль Кесслер, который ранее в 1837 году основал машиностроительный завод в Карлсруэ.
Для строительства завода был выделен участок в Эслингене между рекой Неккар и уже существующими железнодорожными мастерскими. 4 мая 1846 года был заложен первый камень в фундамент будущего завода, а уже спустя полтора года в октябре 1847 в соответствие с контрактом были построены 18 пассажирских вагонов и один паровоз III класса типа 2-2-0, который получил имя «Эслинген»; на тот момент штат компании насчитывал 450 человек. В следующем году завод поставил железным дорогам Вюртемберга ещё 8 локомотивов. Также на заводе инженеры Эмиль Кесслер и Йозеф Трик (нем. Josef Trick) достаточно скоро пришли к мнению, что в немецких условиях паровозы британской конструкции с внешней рамой и внутренним расположением цилиндров неэффективны, а потому конструкция немецких паровозов стала развиваться отдельно; частично использовался и американский опыт, особенно в конструкции тележек. Также на заводе велись научные работы по зубчатым железным дорогам. В 1856 году завод достиг производственной мощности в 50 локомотивов в год, а его штат насчитывал 1000 человек. В 1860 году завод построил уже свой 500-й паровоз. Тогда же начался заметный рост экспорта, в том числе продукция шла в Австрию, Бразилию, Данию, Индию, Индонезию, Италию, Россию, Францию, Южную Африку и Японию; в отдельные годы экспорт даже превышал поставки для немецких железных дорог.
Конструкция локомотивов из Эслингена оказала значительное влияние на паровозостроение во многих странах. В том числе именно она стала основой для разработанной в 1878 году в Российской империи конструкции паровозов «правительственного запаса».
Помимо локомотивов и вагонов, Эслингенский завод с 1851 года также занимался и судостроением, выпустив более полусотни судов, что позволило лучше преодолеть последствия экономического кризиса 1848 года. Ещё более продолжительным было участие завода в мостостроении.
Когда в 1867 году Эмиль Кесслер умер от сердечного приступа, новым владельцем компании стал его сын — 26-летний Эмиль Кесслер (звали также, как отца), который занимал данный пост до 1885 года. В 1870 году завод построил свой 1000-й паровоз, который получил имя «Кесслер». В 1907 году главой завода стал Людвиг Кесслер — младший сын (от второго брака) основателя Эмиля Кесслера. В начале XX века на заводе начались научные работы по созданию электроподвижного состава, а в 1912 году поставил несколько электровозов для зубчатой горной железной дороги Wendelsteinbahn. В том же 1912 году завод в связи с расширением переехал на новую площадку в районе Меттинген. С 1920 года началось производство аккумуляторных электровозов, преимущественно для карьерного и промышленного транспорта, и автомотрис, при этом часто завод из Эслингена сотрудничал с компанией Brown, Boveri & Cie. Примерно тогда же компания начала выпуск трамвайных вагонов, включая известные GT4, а с 1926 года — коммерческих электромобилей, в том числе электрокары EK1002 и EK2002 для перевозки багажа и почтовые фургоны EL2500, EL4001 и EL5001.
В 1965 году компания Daimler-Benz выкупила 71 % акций завода Эслингена, чтобы использовать его площадку для своего производства. 21 октября 1966 года Эслингенский завод выпустил свой последний локомотив — паровоз для зубчатой железной дороги в Индонезии; всего за 120 лет завод построил более 5 тысяч локомотивов (паровозы, тепловозы и электровозы) и 25 тысяч вагонов. В 1968 году конвейерные линии были отданы Still GmbH, а ME AG теперь превратилась в компанию, занимающуюся арендой своих площадей. В январе 2003 года в результате принудительного выкупа акций компания Maschinenfabrik Esslingen была фактически ликвидирована.
Существует Ассоциация по сохранению локомотивов машиностроительного завода Эслинген (нем. Förderverein zur Erhaltung von Lokomotiven der Maschinenfabrik Esslingen).

## Галерея продукции
| - Паровоз № 312 (1856 года постройки) во французском музее Cité du train - В цехах завода (1867 год) - Трамвай GT4 — один из символов Штутгарта до ввода скоростного трамвая - Дизель-поезд LHB в Иерусалиме (1956 год) - Почтовый электромобиль EL2500 (первый слева) |

| - Экспорт в Россию и СССР - Паровоз Б106 Уральской горнозаводской железной дороги. Послужил основой для локомотивов «правительственного запаса» - Паровоз Эг (11 из них были выпущены заводом в Эслингене) - Тепловоз Ээл2 (он же Юэ-001, он же HDOI) — один из первых российских (и советских) тепловозов, построен по проекту Ю. В. Ломоносова |